# Теруија (Верона)
Теруија је насеље у Италији у округу Верона, региону Венето.
Према процени из 2011. у насељу је живело 62 становника. Насеље се налази на надморској висини од 86 м.